# Garde indigène
Garde indigène ist eine Sammelbezeichnung für indigene Truppen, die während der Kolonialherrschaft in Französisch-Indochina für jede der fünf Regionen, unter leicht abweichenden Bezeichnungen, aufgestellt wurden. Nach Ende des Unruhen 1885 und dem damit erfolgten Abschluss der Kolonialisierung sollte die hohe Zahl europäischer Truppen aus Kostengründen gesenkt werden. Bezüglich der Einheimischen stellte sich jedoch für die Kolonialherren die Frage der Vertrauenswürdigkeit bzw. Kriegstüchtigkeit. Man nutzte jedoch die durch Aufgliederung traditionellen Erbfeindschaften, zum Beispiel zwischen Khmer und Annamiten, aus.

## Organisation

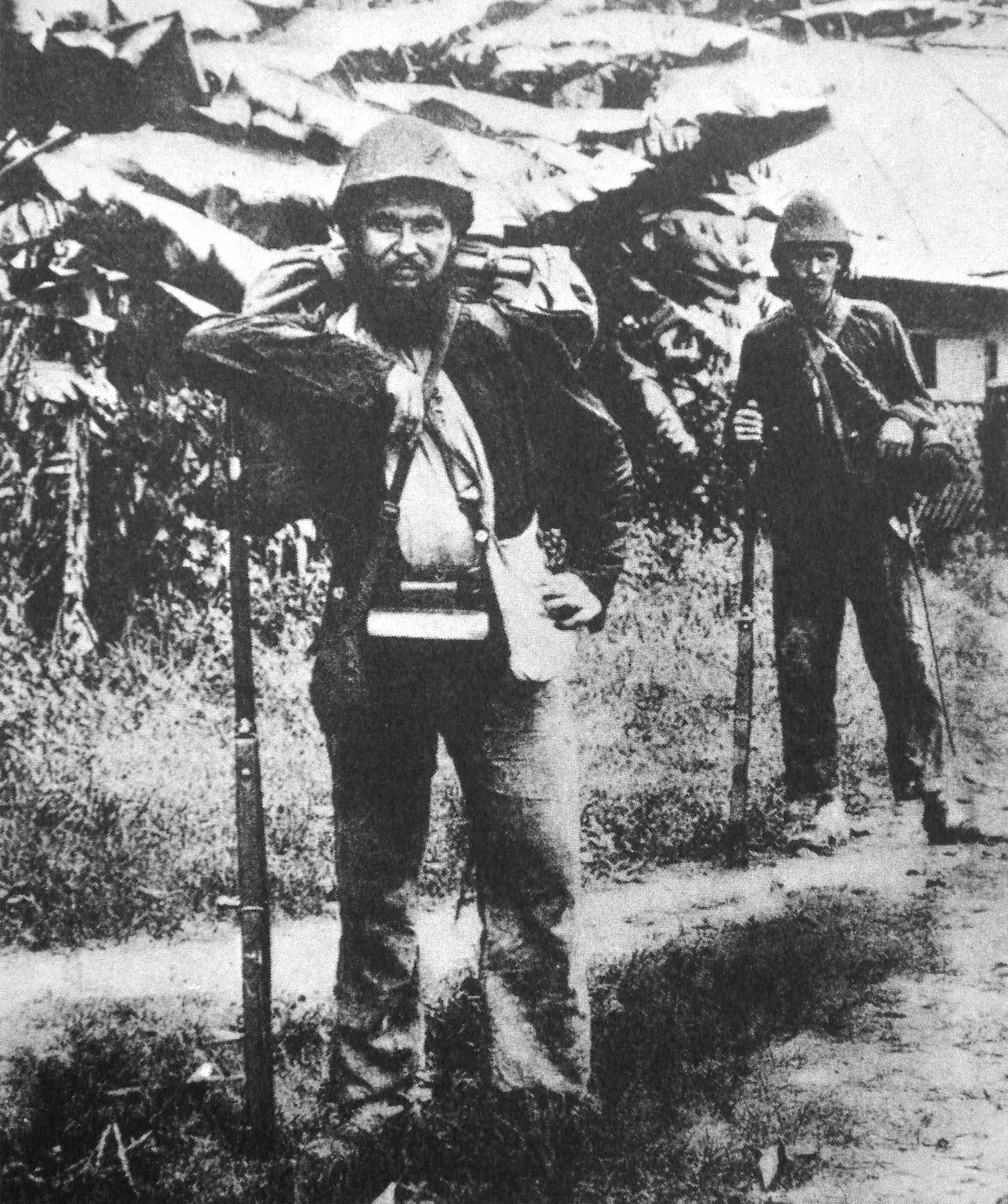
Französische Marineinfanterie in Indochina 1888

In Cochinchina war bereits seit 1879 das Régiment de Tirailleurs Annamites gebildet worden. Zwischen 1886 und 1890 wurden einheimische Soldaten bzw. Milizionäre zum Zweck der vollständigen Befriedung des Landes ausgehoben. Die Zuständigkeiten waren jedoch verworren. Die Miliz wurde von der Protektoratsverwaltung bezahlt, drei Infanterie-Regimenter der Tonkinois von der Marine, ein weiteres vom Kriegsministerium. Zusätzlich bestanden noch kurzzeitig (1886–90) die Chasseurs Annamites, deren vier Bataillone vom Kaiserhaus bezahlt wurden. In Cochinchina hieß die entsprechende Einheit Garde Civil.
Die Anwerbung qualifizierter französischer Offiziere gestaltete sich schwierig, da das Ansehen und anfangs auch die Bezahlung im Vergleich zur regulären Armee niedrig waren. Vorgesehen waren mindestens sechs Offiziere für jedes Bataillon (325 Mann). Die Hierarchie wurde so gestaltet, dass kein Einheimischer rangmäßig über einem Europäer stand, die bei gleichem Rang den 4- bis 5-fachen Sold erhielten. Unter den miserabel besoldeten Wehrpflichtigen (Dienstzeit drei Jahre) in niedrigen Rängen kam Fahnenflucht häufig vor.
Nachdem Jean-Louis de Lanessan im Juni 1891 Generalgouverneur geworden war, erfolgte eine Verwaltungsreform, die die Truppenkategorien auf zwei verringerte. Eine strikte Trennung zwischen militärischer und ziviler Verwaltung fand jedoch bis Ende der Kolonialherrschaft im März 1945 nicht statt. Die vier grenznahen Territoires Miltaires (geschaffen 1891) blieben unter dauernder Militärverwaltung. Außer der Garde indigène de l’Indochine wurde für die Zeit des Ersten Weltkriegs noch Milizen (Garde urbaine) aufgestellt.

### Tongking
Das Dekret vom 12. Mai 1884 genehmigte die Aufstellung zweier Regimenter der Tirailleurs Tonkinois (RTT), entlang regionaler Linien. Diesen wurden bald auch die Milizen zugeteilt, die den tram-Kurierdienst und zur Unterstützung der Inspecteurs des Affaires Indigènes (Inspekteure für Eingeborenenfragen) geschaffen worden waren. Bis 1930 stieg die Zahl der tongkinesischen tirailleurs auf 12000 an.
Einfache Polizeifunktionen und den Kurierdienst übernahmen daraufhin, die den lokalen Mandarinen unterstellten Wacheinheiten (lính cợ). Je nach Provinzgröße sollten 700-1100 Mann aufgestellt wurden, erreicht wurde anfangs meist nur eine Stärke von zwischen 80 und 170 Schützen.
Durch Dekret vom 11. Februar 1886 wurden noch zivile Garden der Residenten (Gardes Civiles des Résidences) geschaffen, die sich aus Reservesoldaten rekrutieren sollten. Die Mannschaftsstärke dieser Elitetruppe, unter französischen Offizieren, erreichte 1887 für ganz Tongking 4150, die mit dem modernen Gendearmeriekarabiner Modell 1879 ausgerüstet wurden. Sie wurden jeweils aufgeteilt in eine Kompanie (125 Mann) am Sitz des Residenten und kleineren Abteilungen in den Bezirken (phu). Sie fungierten nicht nur als Wachen, sondern auch als Zöllner, Kuriere, Gefängniswärter u. ä. Nach 1891 waren sie vermehrt im, damals noch dünnbesiedelten, Unruheherd, dem Delta des Roten Flusses, eingesetzt.
Das vierte Bataillon meuterte am 10. Februar 1930. Diese Yên Bái-Meuterei, an der auch Zivilisten beteiligt waren, wurde von der Nationalpartei Việt Nam Quốc dân Đảng (VNQDD) organisiert. Diese Bedrohung der französischen Herrschaft wurde innerhalb weniger Tage niedergeschlagen, als die Mehrheit der Kolonialtruppen loyal blieb. 46 Soldaten wurden gerichtlich bestraft, dabei gab es 15 Todesurteile; weitere 546 wurden degradiert oder versetzt, teilweise nach Afrika. Als Reaktion auf die Meuterei strukturierte man die Truppen um, sie wurden nun hauptsächlich außerhalb ihrer Heimatregionen eingesetzt.

### Annam
Die „Armee“ des vietnamesischen Kaisers wurde, auf einfache Polizeidienste und zeremonielle Funktionen beschränkt. Ihre geschätzten 30.000 Mann (um 1880) dienten häufig als Köche, Gärtner, Baldachinträger usw. bei Hofe. Nach dem Vorfall vom 4./5. Juli 1885 wurde sie zu einer reinen Ehrenwache von 8–10.000 Mann unter französischen Offizieren beschränkt. Im September 1886 waren etwa 7.500 Mann, davon knapp die Hälfte Europäer, auf 38 Stützpunkte verteilt. Die zivilen Garden (Miliz) waren wie in Tonking organisiert.

### Kambodscha

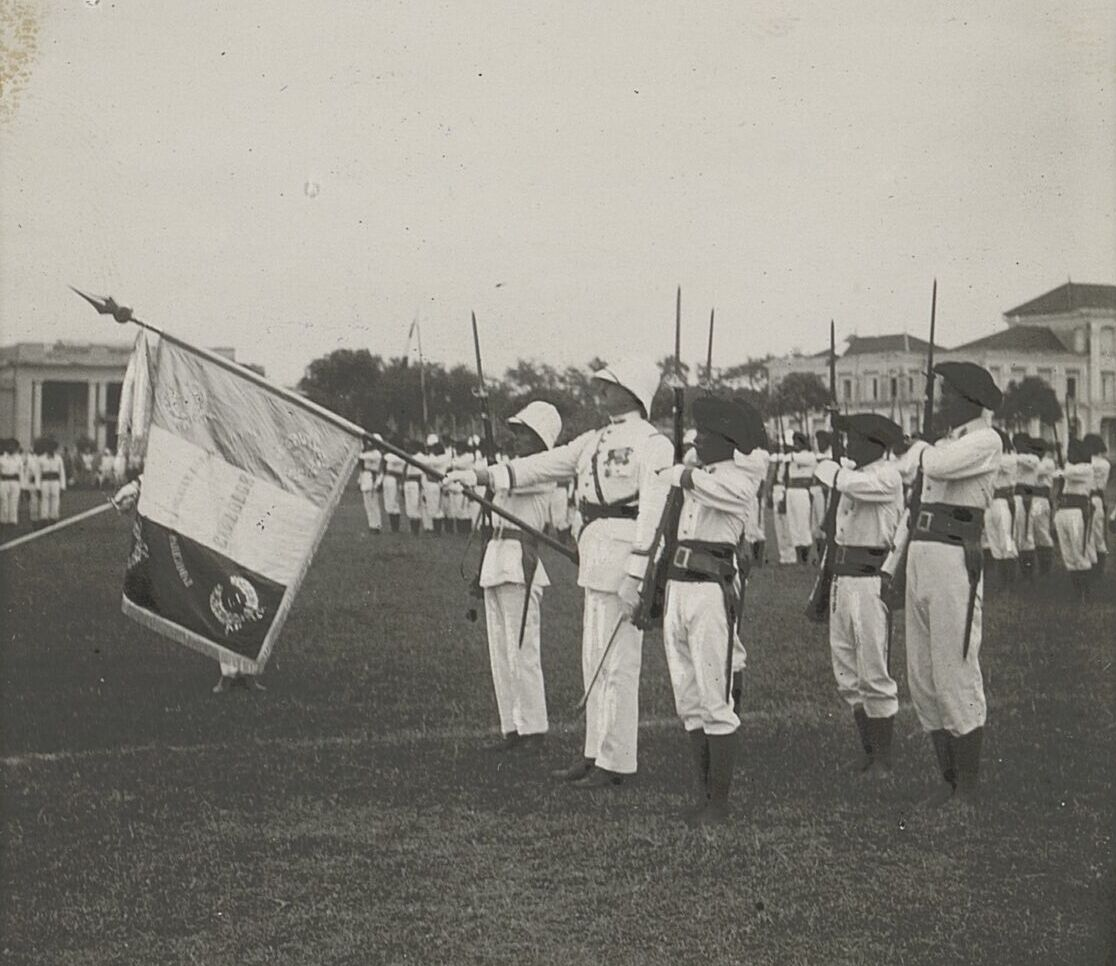
Die Flagge der kambodschanischen Garde Indigène in Phnom Penh im Jahr 1929.

Bereits kurz nach Errichtung des Protektorats wurde 1863 eine police indigène unter rein ziviler Kontrolle gegründet. Sie umfasste pro Provinz 300-400 Mann. Nach der Niederschlagung des Aufstandes 1885–86, wurde nach dem Prinzip divide et impera verfahren. Die meisten Angehörigen des Bataillon Tirailleurs Cambodgiens waren Annamiten, die traditionellen Feinde der indigenen Khmer, die im Übrigen von den Kolonialherren als nicht kriegerisch genug für den Waffendienst eingeschätzt wurden. 1886 befanden sich knapp 4100 Mann im Lande, von denen 1450 aus Annam stammten und fast 1600 Europäer waren, die jedoch wegen ihrer Anfälligkeit für Tropenkrankheiten nur in den Städten stationiert wurden.
Die Vorkriegsstärke der kambodschanischen Garde Indigène belief sich auf etwa 2500 Mann, mit 40-50 französischen Offizieren an der Spitze. An den Kämpfen des französisch-thailändischen Krieges 1941 nahmen die Einheiten teil.

### Laos
Zunächst wurde 1886 eine Garde von 1000 Mann aufgestellt, dies bei einer Bevölkerungszahl, die um 1905 auf 6-8 Mio. geschätzt wurde. Der Anteil ethnischer Annamiten in den Gardes von Laos und Kambodscha betrug immer zwischen der Hälfte und 2/3. Die Bewaffnung der Einheimischen war anfangs absichtlich schlecht und bestand teilweise noch aus Musketen. Im Kampf wurden sie bei der Niederschlagung des Phu-Mi-Bun-Aufstandes 1901-7 auf dem Bolaven-Plateau eingesetzt. Außerdem bestand als weitere bewaffnete Einheit die Police Rural.
Nach 1949 bildeten 1200 ihrer Mitglieder den Grundstock der königlich laotischen Armee (Kôngthap Haeng Xā Lao).

## Ausrüstung
Die Uniformen der indigenen Infanterie bestand aus dunkelblauem kurzen Waffenrock, Hose und khaki Wickelgamaschen. Dazu kam ein vietnamesischer Hut (salako) über einem roten Kopftuch. Die Farbe der Uniform wurde bis 1930 ganz auf Khaki umgestellt. An Hut und Kragen fand sich das Abzeichen der Kolonialtruppe, ein goldener Anker. Unteroffizierswinkel (nach oben zeigend) wurden am Unterarm getragen, sie waren rot für Korporale und golden für Sergeanten. Offiziere trugen noch nach 1930 die 1886 eingeführte Kolonialuniform mit blauem Waffenrock und Tropenhelm. Die Paradeuniform war weiß.
Die leichte Kavallerie (z. B. Annam Chasseurs) hatten um ihren Salako ein gelbes Band, einen weißen Mantel mit Stehkragen, bestickt mit dem Abzeichen eines goldenen Posthorns auf hellblauem Hintergrund. Dazu kamen weiße Hosen oder Reithosen sowie Sandalen. Der Karabiner wurde am Rücken getragen, unter dem rechten Bein des Reiters hing der Säbel. Zur Ausstattung gehörte eine Bambuslanze an der ein Fähnchen befestigt war.
Bewaffnet waren die Tirailleurs entweder mit dem Gewehr Modell 1902/16, einer leichteren Version des Berthier-Gewehrs oder dem Lebel-Gewehr (Modell 1886), das in modifizierter Form bis in die 1960er Jahre hergestellt wurde. Das Bajonett wurde in einer Messingscheide getragen.

## Historische Folgen
Eine vergleichsweise große Zahl Einheimischer hatte in der Garde indigène eine moderne militärische Ausbildung genossen. Viele dieser Soldaten schlossen sich dem anti-französischen Widerstand an. Später kämpften sie auf beiden Seiten der Bürgerkriege.